# 1108 Demeter
1108 Demeter è un asteroide della fascia principale del diametro medio di circa 25,61 km. Scoperto nel 1929, presenta un'orbita caratterizzata da un semiasse maggiore pari a 2,4267845 UA e da un'eccentricità di 0,2569985, inclinata di 24,93644° rispetto all'eclittica.
Il suo nome fa riferimento a Demetra, dea del grano e dell'agricoltura secondo la mitologia greca.